# Sungin-dong
Sungin-dong là một dong, phường của Jongno-gu ở Seoul, Hàn Quốc.

## Liên kết
- Trang chính thức Jongno-gu bằng tiếng Anh
- (tiếng Hàn) Trang chính thức Jongno-gu
- (tiếng Hàn) Biểu tượng của Jongno-gu bởi dong hành chính Lưu trữ ngày 23 tháng 2 năm 2004 tại archive.today
- (tiếng Hàn) Văn phòng dân cư Sungin 1-dong Lưu trữ ngày 13 tháng 11 năm 2006 tại Wayback Machine
- (tiếng Hàn) Nguồn gốc tên của Sungin-dong[liên kết hỏng]